# Joseph Scherer (Politiker)

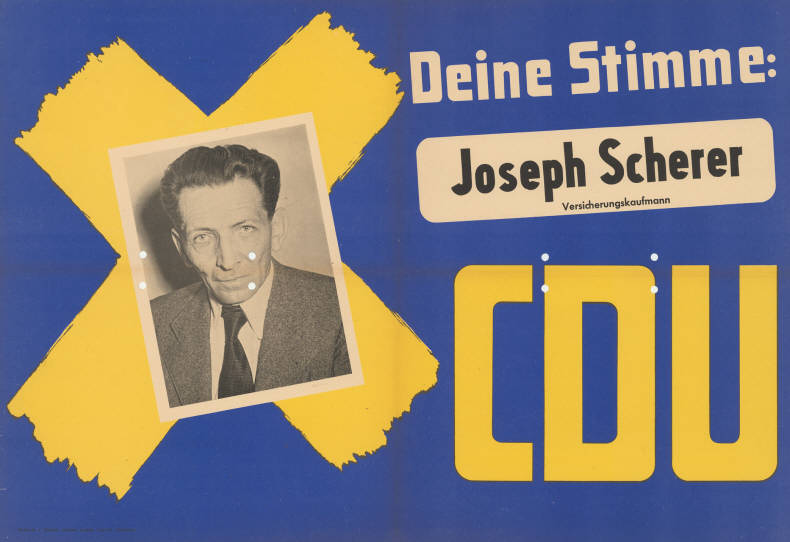
Joseph Scherer auf einem Landtagswahlplakat 1950

Joseph Scherer (* 19. März 1892 in Kobern; † 16. April 1974 in Dortmund) war ein deutscher Manager und christdemokratischer Politiker. Er war von 1946 bis 1962 Vorstandsvorsitzender der Signal Iduna und über zwölf Jahre stellvertretender Oberbürgermeister der Stadt Dortmund.

## Leben
Joseph Scherer wurde am 19. März 1892 in Kobern als ältestes von sieben Kindern des Winzers Matthias Scherer und seiner Ehefrau Anna Scherer geboren. Der Vater war zeitweise Bürgermeister in Kobern.
Joseph Scherer besuchte zunächst die Volksschule und ab dem 13. Lebensjahr gegen den Willen seines Vaters das Gymnasium in Trier, wo er 1912 sein Abitur ablegte. Anschließend studierte er in Münster und Bonn Philosophie, Literatur, Kunstgeschichte und Nationalökonomie mit dem Ziel Journalist zu werden. Nach dem Ausbruch des Ersten Weltkriegs wurde Scherer zum Militär eingezogen und musste sein Studium unterbrechen, sodass er erst 1920 das Staatsexamen als Philologe ablegte. Er strebte jedoch keine Lehrerlaufbahn an, sondern betätigte sich zunächst bei einer mittelständischen Berufsorganisation in Gelsenkirchen. Im Jahr 1921 wechselte er als wissenschaftlicher Hilfsarbeiter zur Handwerkskammer Dortmund und übernahm die Schriftleitung des Westfälischen Handwerksblattes. Dort profilierte er sich schnell als finanzpolitischer Experte, woraufhin er zum stellvertretenden Geschäftsführer der Handwerkskammer gewählt wurde. Die Beschäftigung mit berufsständischen Fragen führte ihn hin zur allgemeinen Politik. Er schloss sich dem Zentrum an und wurde 1933 als deren Vertreter in die Dortmunder Stadtverordnetenversammlung gewählt.
Diese Mitgliedschaft sowie die Weigerung sich auf Adolf Hitler zu vereidigen lassen führten noch im selben Jahr zur Entlassung bei der Handwerkskammer. Scherer verdiente seinen Lebensunterhalt daraufhin als Geschäftsführer verschiedener Bezirksinnungsverbände, bevor er 1940 zur Wehrmacht einberufen wurde. Von diesem Wehrdienst kehrte er erst 1945 zurück.

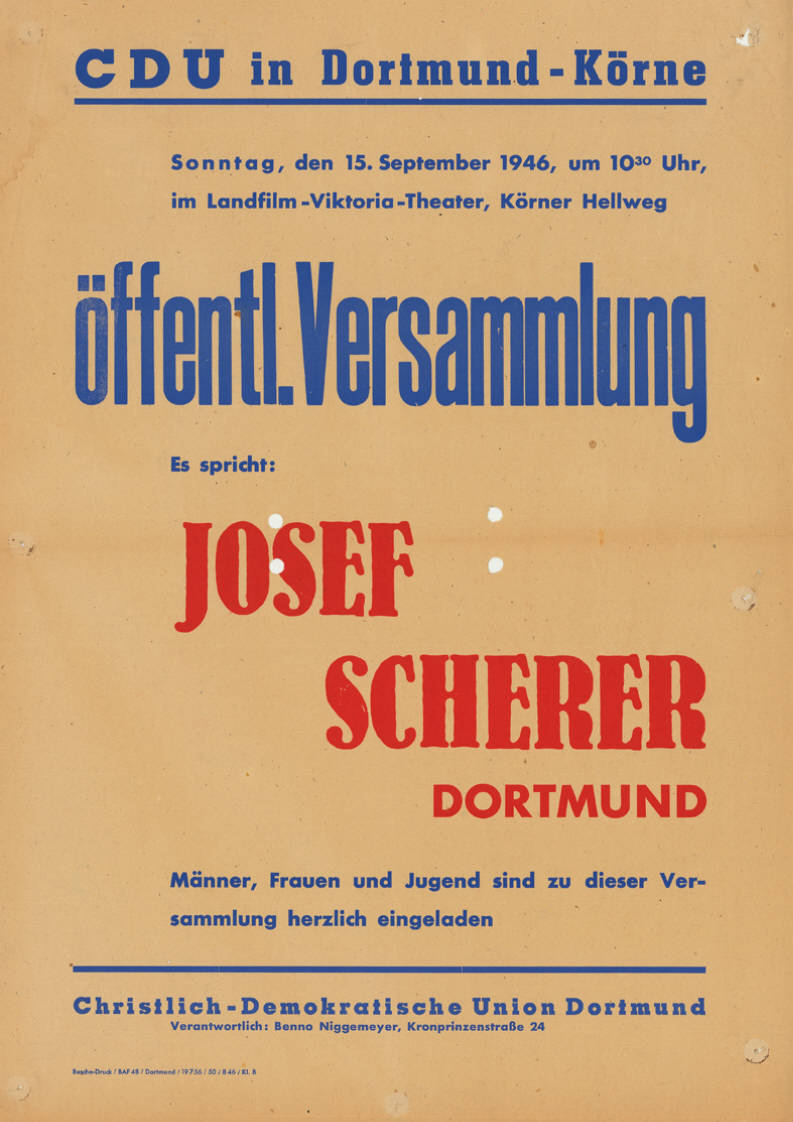

Unmittelbar nach dem Zweiten Weltkrieg wirkte er an der Gründung der Dortmunder CDU mit. Im nach ihm benannten Scherer-Kreis sammelten sich die Persönlichkeiten, die diese Gründung vorbereiteten. Die britische Militärregierung berief ihn Ende 1945 in den Dortmunder Rat, in den er ein Jahr später bei den ersten freien Wahlen nach dem Krieg wiederum einzog. Die Ratsmitglieder wählten ihn daraufhin zum 1. Bürgermeister der Stadt, womit Scherer Stellvertreter des Oberbürgermeisters Fritz Henßler war. Dieses Amt hielt er bis 1956 inne und übernahm es erneut von 1961 bis 1964. Er gehörte außerdem dem Ersten Landtag von Nordrhein-Westfalen an.
Joseph Scherer war verheiratet mit Anna Scherer, geborene Rieser. Das Ehepaar hatte gemeinsam einen Sohn und eine Tochter.
Joseph Scherer starb am 16. April 1974 in Dortmund im Alter von 82 Jahren.

## Leistungen
Bereits während seiner Tätigkeit bei der Handwerkskammer Dortmund, engagierte sich Scherer für die Krankenkassen. Er gehörte zu den Gründungsmitgliedern der „Mittelstandshilfe“ Krankenversicherung auf Gegenseitigkeit. Nach dem Vorbild der „Handwerk, Handel und Gewerbe“ Krankenversicherungsanstalt a. G. zu Dortmund, bot diese auch denjenigen Personen eine Krankenversicherung, die nicht den Berufsständen des Handwerks, Handels oder Gewerbes angehörten. Scherer wurde in den Aufsichtsrat der Mittelstandshilfe berufen und gehörte ihm bis 1946 an. Mittelstandshilfe und Handwerk, Handel und Gewerbe bildeten gemeinsam mit dem „Signal“ Unfall-Versicherungsverein a. G. eine Versicherungsgruppe, die auf eine Initiative der Dortmunder Handwerkskammer von 1907 zurückgeht. Zum Vorsitzenden dieser Versicherungsgruppe, heute Teil der Signal Iduna Gruppe, wurde Scherer 1946 gewählt und blieb bis zum 31. Dezember 1962 in diesem Amt. Er führte das Unternehmen durch die Schwierigkeiten, die aus den gestiegenen Heilbehandlungskosten aufgrund der Währungsreform entstanden und baute das Vertriebsnetz des Unternehmens wieder auf. Er führte außerdem Innovationen auf dem Gebiet der Unfallversicherung ein. Nach dem Ausscheiden aus dem Amt des Vorstandsvorsitzenden wurde Scherer dann Aufsichtsratsmitglied der Signal Unfallversicherung a. G.
Neben seiner Tätigkeit als Vorstandsvorsitzender engagierte sich Scherer auch verbandspolitisch. So gründete er den Verband privater Krankenversicherungen e. V., dessen Vorstand er von 1950 bis 1963, ab 1957 als Vorsitzender angehörte. Ebenfalls ab 1957 bis 1963 war er im Präsidium des Gesamtverband der Versicherungswirtschaft vertreten. Während dieser Zeit war er auch im Versicherungsbeirat des Bundesaufsichtsamtes für das Versicherungs- und Bausparwesen. Seit 1959 war er Vizepräsident, von 1962 bis 1969 dann Präsident der Arbeitsgruppe Krankenversicherung des Comité Européen des Assurances. Weiterhin initiierte er die Gründung der Arbeitsgemeinschaft berufsständisch orientierter Versicherungsanstalten, deren Vorsitz er auch übernahm. In dieser Eigenschaft wurde er in den Handwerksrat des Zentralverbands des Deutschen Handwerks gewählt.

## Ehrungen
1952 wurde er von Kardinal-Großmeister Nicola Kardinal Canali zum Ritter des Ritterordens vom Heiligen Grab zu Jerusalem ernannt und am 1. Mai 1952 durch Lorenz Jaeger, Großprior der deutschen Statthalterei, investiert; Zuletzt war er dessen Komtur.
Die Stadt Dortmund verlieh Joseph Scherer 1956 den Ehrenring und ernannte ihn 1966 aufgrund seiner außergewöhnlichen Dienste um den Wiederaufbau der Stadt zu ihrem Ehrenbürger. Außerdem ist eine Straße in der Nähe der Hauptverwaltung der Signal Iduna in Dortmund nach Scherer benannt.
Der Zentralverband des Deutschen Handwerks ehrte ihn 1957 mit dem Handwerkszeichen in Gold.
Joseph Scherer erhielt 1960 von Bundespräsident Heinrich Lübke das Große Bundesverdienstkreuz.